# Газель (футбольный клуб)
«Газель» — чадский футбольный клуб из города Нджамена. Выступает в Премьер-лиге Чада по футболу. Домашние матчи проводит на стадионе «Стад Омниспортс Идрисс Махамат Оуйя», вмещающем 30 000 зрителей.

## Достижения
- Премьер лига Чада : 1

2009
- Кубок Чада: 5

1973, 1974, 1997, 2000, 2001

## Международные соревнования
- Лига чемпионов КАФ: 1

2010 — Первый раунд
- Кубок обладателей Кубков КАФ: 4

1993 — Preliminary Round
1998 — Preliminary Round
2001 — Первый раунд
2002 — Первый раунд
- Кубок конфедераций КАФ: 1

2005 — Preliminary Round